# Canale Carlo Alberto
Il Carlo Alberto è un canale artificiale che scorre in provincia di Alessandria.

## Percorso
Il canale trae origine dalla Bormida in comune di Cassine e sfocia nel Tanaro presso la frazione  Casalbagliano in comune di Alessandria.
La lunghezza del canale è di circa 21.5 km e presso Sezzadio sottopassa due piccoli torrenti: il rio Verzenasco e il rio Cervino.

## Storia
Il canale fu costruito nel 1831. Rispetto al suo corso attuale, negli anni '30 del XX secolo, il canale si immetteva nel fiume Tanaro a valle del comune di Alessandria, dopo aver attraversato un tratto dell'abitato stesso; oggi, invece, il canale è stato deviato all'altezza del punto denominato salto della Spandonara in modo da condurlo a sfociare nel Tanaro a monte della città di Alessandria.
Il vecchio alveo fa parte della rete fognaria della città piemontese.
Il canale è stato chiuso per molti anni a causa dei problemi ambientali del fiume Bormida, le cui acque non potevano essere utilizzate per l'irrigazione. Con il progressivo miglioramento della qualità delle acque della Bormida, nel 1997 il canale venne riaperto.